# Loukanikos

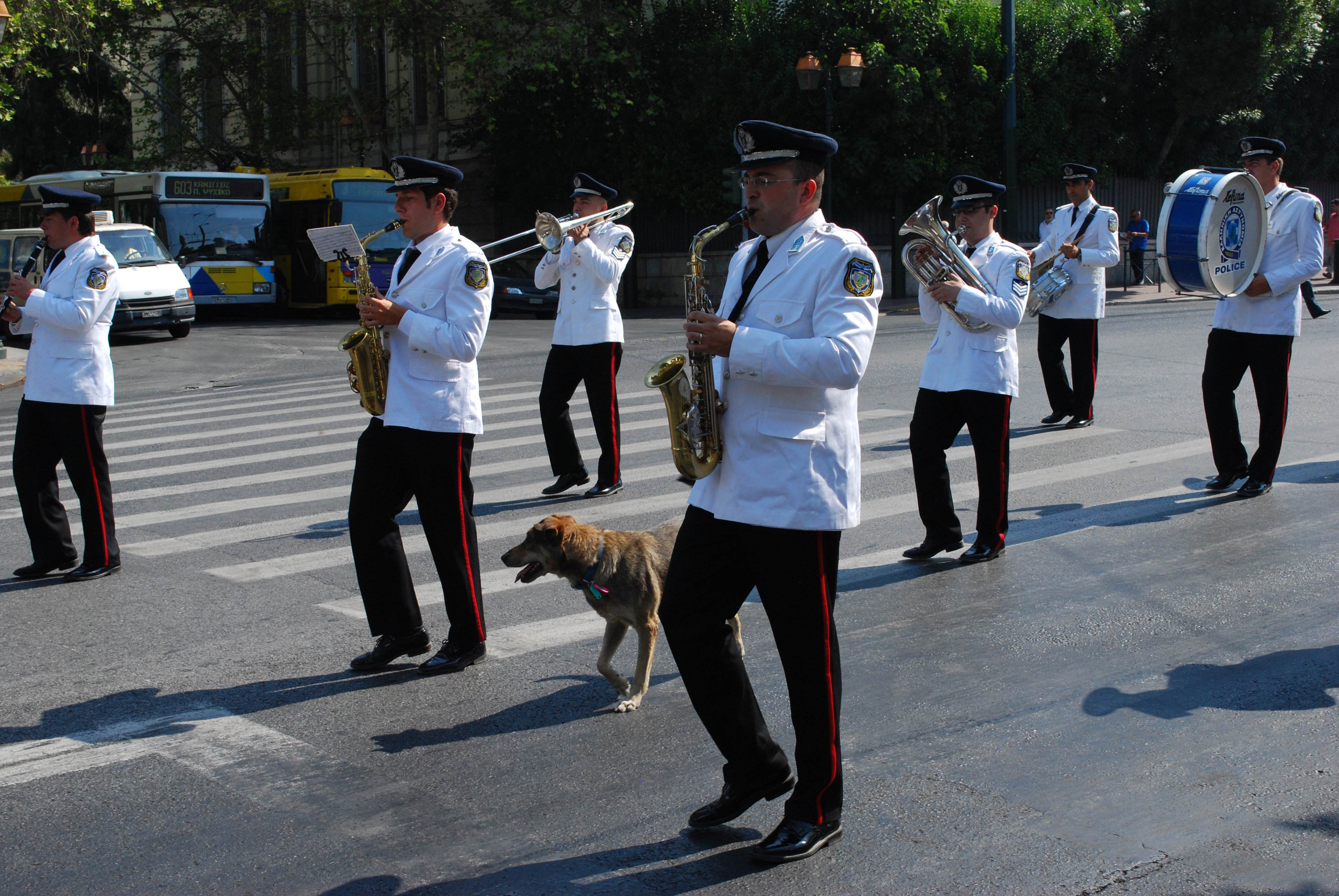
Loukanikos bei einer Parade in Athen, 2. August 2009

Loukanikos († 2014 in Athen) war ein Straßenhund aus Athen, der sich während der Proteste gegen die Sparmaßnahmen infolge der griechischen Staatsschuldenkrise ab 2010 inmitten von Demonstrationen und Ausschreitungen aufhielt und dadurch als „Riot Dog“ weltweit mediale Aufmerksamkeit erregte.
Die Tagesschau berichtete über Loukanikos, und die englische Zeitung The Economist zeigte ihn auf der Titelseite. Von der US-amerikanischen Zeitschrift Time wurde Loukanikos 2011 zusammen mit anderen Demonstranten aus aller Welt zur Persönlichkeit des Jahres gewählt.
Im Oktober 2014 meldeten mehrere griechische Medien den Tod von Loukanikos. 2012 war er von einer Athener Familie aufgenommen worden, wo er im Alter von etwa 10 Jahren starb. Die chemischen Substanzen, die er bei den Unruhen eingeatmet hatte, sollen seiner Gesundheit zugesetzt haben. Er soll auf einem Hügel im Athener Stadtzentrum begraben sein.